# Tipula (Vestiplex) siebkeana
Tipula (Vestiplex) siebkeana is een tweevleugelige uit de familie langpootmuggen (Tipulidae). De soort komt voor in het Oriëntaals gebied.